# Albert-Martmöller-Gymnasium

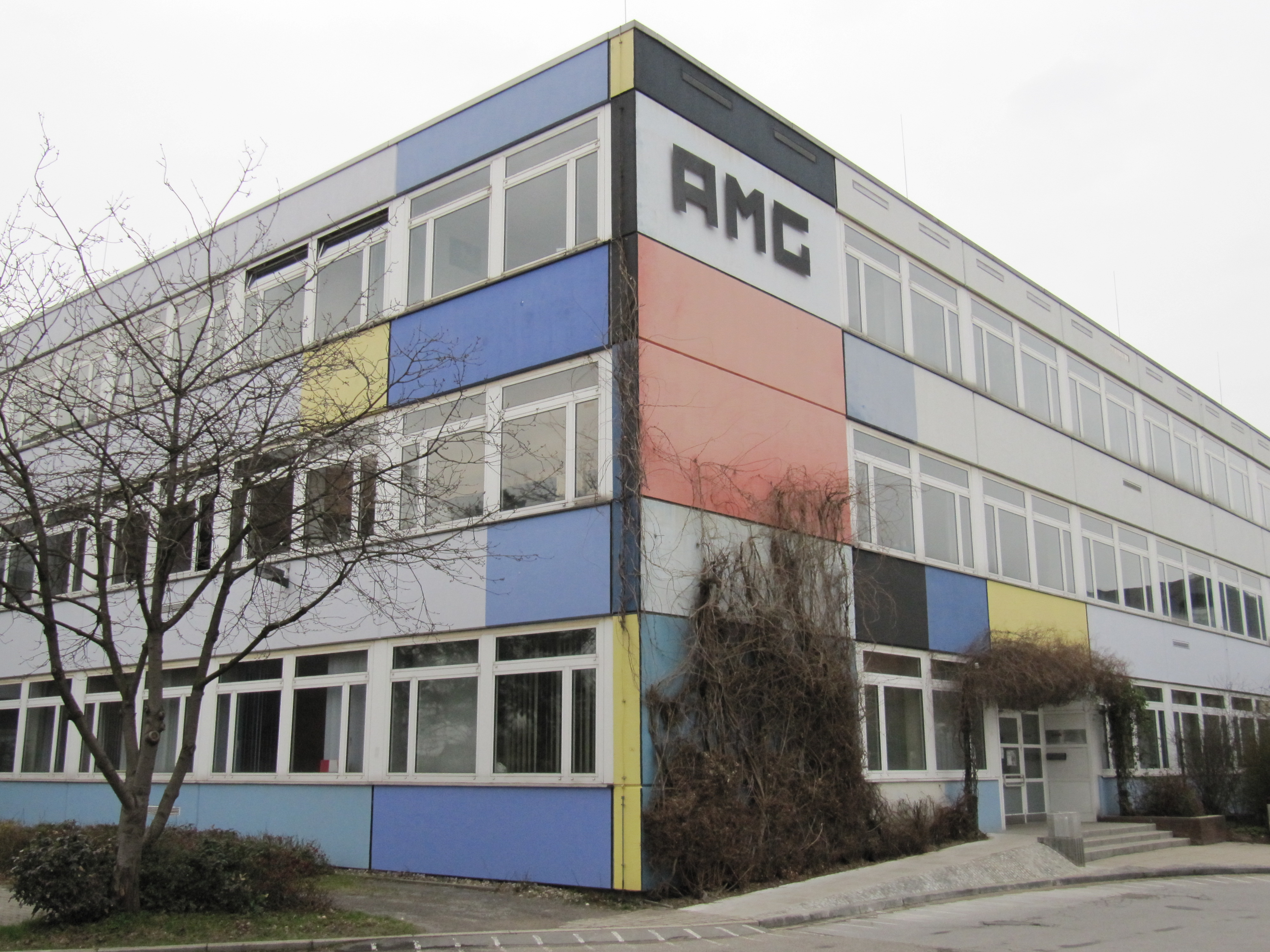
„Lehrereingang“ des Hauptbaus

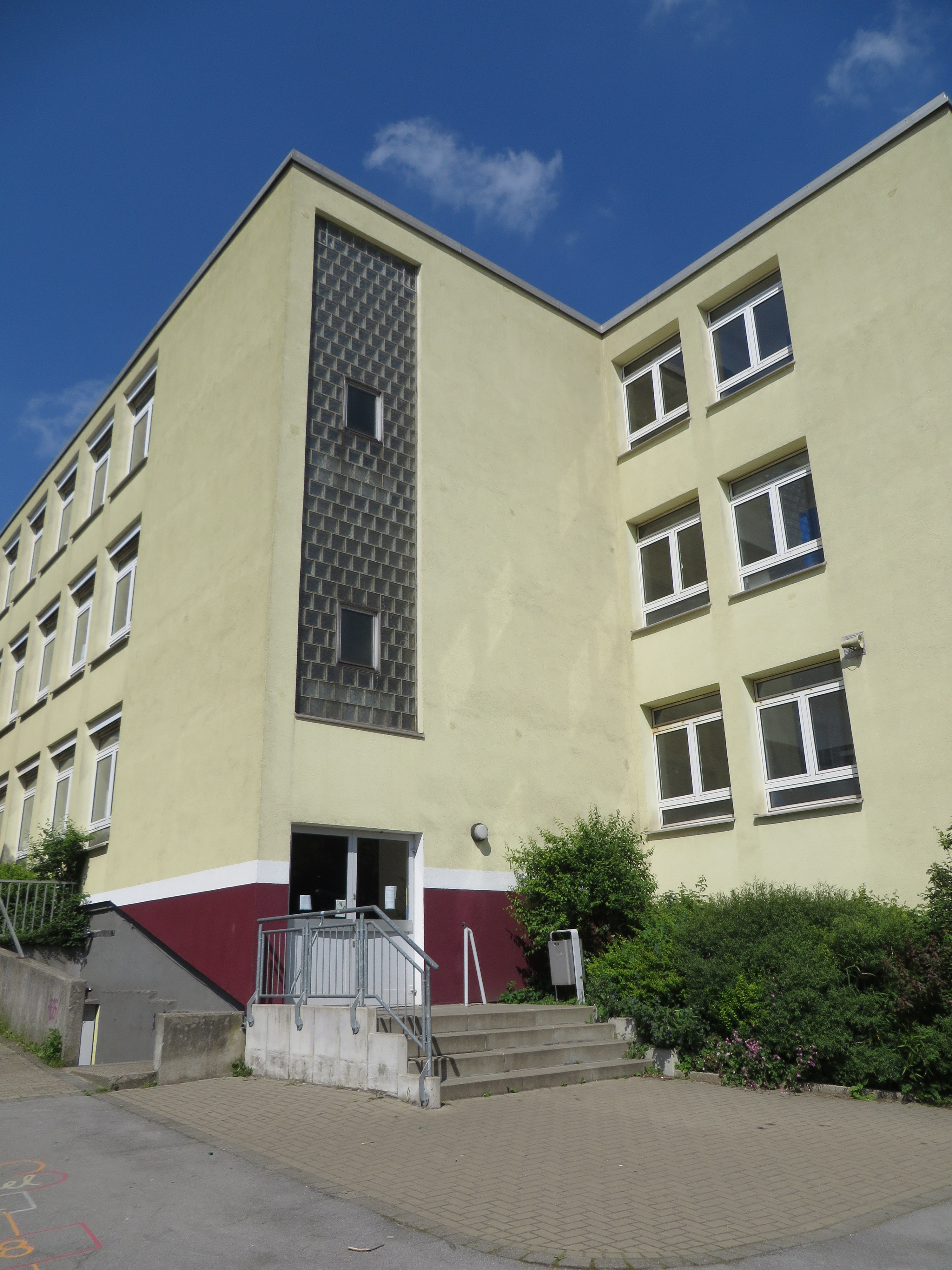
„Neubau“ von 1977

Das Albert-Martmöller-Gymnasium (kurz AMG) ist eines von drei Gymnasien der Stadt Witten. Sein Namensgeber ist der Gewerkschafter Albert Martmöller.

## Geschichte
Mitte der 1960er-Jahre kam es in Witten zu einem Schülerandrang, den die beiden bestehenden Gymnasien, das Schiller-Gymnasium und das Ruhr-Gymnasium Witten, nicht länger bewältigen konnten. Nachdem die beiden Schulen einen Antrag an die Stadtverwaltung stellten, eine geeignete Lösung zu finden, kam erstmals die Idee auf, ein drittes Gymnasium in Witten zu gründen. Nachforschungen der Stadt ergaben, dass ein Standort im Raum des Stadtteiles Annen den Ostteil Wittens schulisch besser versorgen würde. Daher wurde für das dritte Gymnasium ein städtisches Gelände an der Immermannstraße nahe dem Bahnhof Witten-Annen Nord, auf dem Gelände des ehemaligen KZ-Außenlagers Annener Gußstahlwerk erwogen, das später auch als für den Bau geeignet befunden wurde. Nach Erarbeitung der Baupläne für das Städt. Gymnasium Annen für Jungen und Mädchen stellte sich jedoch heraus, dass die notwendigen finanziellen Mittel nicht aufgewendet werden konnten. Da die Nachfrage an den zwei Wittener Gymnasien weiterhin zu groß war, bestand das Schulkollegium Münster darauf, ein weiteres einzurichten. 1967, als der vorgesehene Termin für die Aufnahme des Schulbetriebes des dritten Gymnasiums bereits verschoben worden war, beschloss der Schulausschuss, das frei gewordene Gebäude der Albert-Martmöller-Volksschule für das neue Gymnasium zu nutzen. Nach kurzer Zeit stellte man fest, dass das 1957/1958 erbaute Gebäude der Volksschule in wenigen Jahren den steigenden Schülerzahlen ebenfalls nicht standhalten wird. So beschloss man, ein weiteres Gebäude als Hauptbau an den Altbau anzuschließen. Der Innenausbau des Hauptbaus, der mehrere naturwissenschaftliche Fachräume beherbergt, wurde 1970 fertiggestellt. Im darauffolgenden Jahr baute man eine Turnhalle (sowie einen Gymnastik- und einen Werkraum) auf dem Gelände. 1977 wurde der Neubau an der Oberstraße errichtet.

## Unterricht
Das vierzügige AMG wird zurzeit von etwa 1.000 Schülern besucht. Im Bereich der Leistungskurse findet eine Kooperation mit dem Schiller- und Ruhr-Gymnasium statt. In der Unterstufe (5–7) werden Bläser- und naturwissenschaftliche Profilklassen angeboten. Das Fächerangebot umfasst das sprachlich-literarisch-künstlerische (Deutsch, Englisch, Latein, Französisch, Spanisch, Literatur, Musik, Kunst), gesellschaftswissenschaftliche (Geschichte, Politik/Sozialwissenschaften, Pädagogik) und mathematisch-naturwissenschaftlich-technische (Mathematik, Informatik, Biologie, Physik, Chemie) Aufgabenfeld sowie die Fächer Erdkunde, Philosophie, Religionslehre und Sport. Zusätzlich zum regulären Unterricht gibt es zurzeit 15 verschiedene freiwillige Arbeitsgemeinschaften, die meist im Nachmittagsbereich liegen.

## Sprachprüfungen
Am Albert-Martmöller-Gymnasium Witten können Sprachzertifikate in den Fächern Englisch (Cambridge ESOL), Spanisch (DELE-Programm), Latein (Großes und kleines Latinum) und Französisch (DELF-DALF-Programm) erworben werden.

## Überwachung
2014 installierte das AMG als erste Schule in NRW an mehreren Eingängen Überwachungskameras. 2020 wurde bekannt, dass diese Kameras keine Daten speichern dürfen, was sie laut Aussage der Schule auch nie getan hätten.
2018 führte das AMG neue Schülerausweise mit RFID-Chip ein. Der Zugang zur Außentoilette ist seitdem nur noch über die RFID-Funktion der Schülerausweise möglich. Die Toilettenbesuche der Schüler wurden von 2018 bis 2020 elektronisch protokolliert. Nach Kritik der Piratenpartei und einer von ihr angeforderten Stellungnahme der Landesbeauftragten für Datenschutz und Informationsfreiheit, die die Rechtsauffassung der Piratenpartei bestätigte, wurde diese als „Pinkelprotokolle“ bekannt gewordene Speicherung der Toilettenbesuche laut Aussage der Schule Anfang 2020 wieder eingestellt.

## Sonstiges
1984/85 erforschte die damalige Klasse 10a mit ihrem Lehrer Helmut Schorlemmer die Geschichte des KZ-Außenlagers Annener Gußstahlwerk und löste mit ihrem als Broschüre veröffentlichten Aufsatz eine öffentliche Diskussion über das kommunale Vergessen aus. Auf Initiative der Schüler stellte die Stadt Witten 1985 eine Gedenktafel am Rand der Restfläche des Lagers auf. 2013 wurde die Gedenktafel auf die Restfläche versetzt.

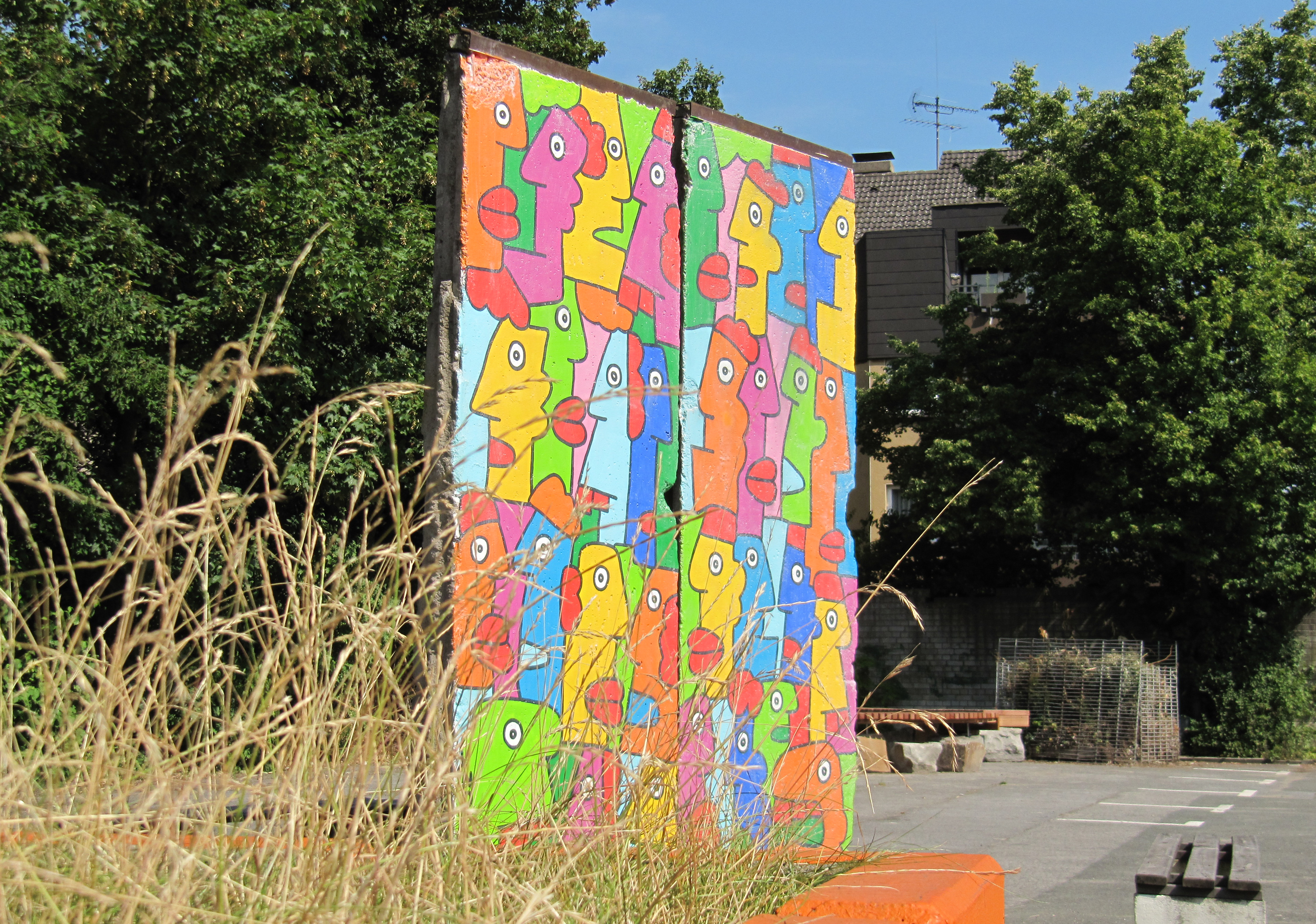
Fragmente der Berliner Mauer auf dem Schulhof

Zwischen Juni 2010 und Oktober 2020 befanden sich drei Segmente der Berliner Mauer als Leihgabe  mit dem Titel Hommage an die jungen Generationen auf dem Schulhof, die von jungen Künstlern der Oberstufe des AMG und dem in Berlin lebenden französischen Künstler Thierry Noir bemalt wurden. Eingeweiht wurde die Installation im September 2011 u. a. von Bundestagspräsident Norbert Lammert.
Es gibt eine von einer Sozialarbeiterin geleitete Diversity-AG, die sich gegen Homophobie, Transphobie, Rassismus und Diskriminierung im Allgemeinen einsetzt. Außerdem gibt es geschlechtsneutrale Toiletten.
Am 2. Oktober 2018 wurde das Albert-Martmöller-Gymnasium als Schule ohne Rassismus – Schule mit Courage ausgezeichnet.